# Franz Wickhoff (Politiker)
Franz Wickhoff (* 12. Juni 1827 in Steyr; † 20. November 1885 in Wien) war Kaufmann und Abgeordneter zum Österreichischen Abgeordnetenhaus.

## Leben
Franz Wickhoff war ein Sohn des Eisengroßhändlers Franz Wickhoff († 1859). Er besuchte von 1837 bis 1842 das Stiftsgymnasium Kremsmünster und wurde 1843 Volontär in einer Eisenhandlung in Wien und 1847 in einem Handelshaus in Mailand. Im Jahr 1848 trat er in die Eisengroßhandlung des Vaters in Steyr ein und übernahm im Jahr 1859, dem Todesjahr seines Vaters, das Geschäft, das er aber 1876 aufgab. Im Jahr 1884 wurde er Ehrenbürger von Steyr.
Franz Wickhoff war von 1867 bis 1885 Mitglied im Oberösterreichischen Landtag (II., III., IV., V., VI. und VII. Wahlperiode) und war dort Abgeordneter der Städte und Industrialorte (Wahlkreis Steyr). Von 1861 bis 1885 war er auch Gemeinderat von Steyr.
Er war römisch-katholisch und ab 1852 mit Rosina Zayer verheiratet, mit der er zwei Töchter und einen Sohn hatte. Sein Sohn war der spätere Professor für Kunstgeschichte an der Universität Wien, Franz Wickhoff (1853–1909).
Wickhoff starb am 20. November 1885 an einem Herzinfarkt und wurde auf dem Wiener Zentralfriedhof beigesetzt.

## Politische Funktionen
Franz Wickhoff war vom 20. Mai 1867 bis zu seinem Tod am 20. November 1885 Abgeordneter des Abgeordnetenhauses im Reichsrat (II., III., IV., V., VI. und VII. Legislaturperiode) und war dort von der II.  bis zur IV. Legislaturperiode für die Kurie Oberösterreich, Städte (Steyr, Urfahr, Ottensheim, Steyregg, Gallneukirchen, Grein, Perg, Tragwein, Pregarten, Mauthausen, St. Georgen an der Gusen, Freistadt, Leonfelden, Oberneukirchen, Zwettl an der Rodl, Weißenbach, Königswiesen, Rohrbach, Neufelden, Lembach, Haslach, Aigen, Kirchdorf, Windischgarsten, Micheldorf, Steinbach, Grünburg, Enns, Weyer, Sierning, Hall, Kremsmünster, St. Florian, Neuhofen) und von der V. bis zur VII. Legislaturperiode für die Kurie Oberösterreich, Städte 3 (Steyr, Sierning, Sierninghofen, Neuzeug, Kremsmünster, Hall, Neuhofen, Kirchdorf, Micheldorf, Windischgarsten, Grünburg, Steinbach, Weyer) zuständig. Sein Nachfolger war Johann Hochhauser.

## Klubmitgliedschaften
Franz Wickhoff war im Jahr 1867 Mitglied im Herbst-Kaiserfeld'schen Klub, ab dem 2. Oktober 1867 im Klub der Linken und ab dem 17. Januar 1872 im Klub der Verfassungspartei. Ab 1873 war er wieder im Klub der Linken und ab 1879 im Klub der Liberalen, ab dem 19. November 1881 bei den Vereinigten Linken und ab 1885 im Deutschösterreichischen Klub.